# 高允贞 (武将)
高允贞（9世纪—10世纪），后唐将官。
后梁龙德三年（923年）就任权知感化军留后。同年后唐灭梁，同光元年（923年）十一月改感化军为镇国军，以权知感化军留后、检校司徒高允贞权知镇国军留后，不迟于次年二月离任。天成二年（927年）十二月，为右监门上将军。三年（928年）二月，以为右金吾卫大将军。长兴四年（933年）十月，以右监门上将军为右神武统军。清泰元年（934年）八月，为左神武统军。